# Zdrawko Łazarow
Zdrawko Iwanow Łazarow (bułg. Здравко Иванов Лазаров, ur. 20 lutego 1976 w Gabrowie) – bułgarski piłkarz, grający na pozycji ofensywnego pomocnika. W 2016 roku zakończył karierę piłkarską.

## Życiorys
Karierę rozpoczął w Łokomotiwie Płowdiw, ale szybko przeniósł się do CSKA Sofia, gdzie w sezonie 1996/1997 wywalczył mistrzostwo kraju. Później był zawodnikiem Lewskiego Sofia i Sławii Sofia. W latach 2000−2008 występował w Turcji. Następnie trafił do Szynnika Jarosław. W późniejszym okresie występował w Czerno More Warna oraz ponownie w Łokomotiwie Płowdiw i Sławii Sofia. Jego ostatnim klubem był PFK Montana.
W 2003 roku zadebiutował w reprezentacji Bułgarii, a rok później znalazł się w kadrze na mistrzostwa Europy.